# Herlev Eagles
Herlev Eagles – duński klub hokeja na lodzie z siedzibą w Herlev.

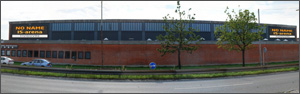
Lodowisko klubu

## Historia klubu
Historyczne nazwy
- Herlev IK (1970–1993)
- Herlev Eagles (1993–2005)
- Herlev Hornets (2005–2009)
- Herlev Eagles (2009–)

Trenerem zespołu był m.in. Fin Juha Riihijärvi (2011-2014).

## Sukcesy
- Złoty medal mistrzostw Danii: 1984 (jako Herlev IK)
- Brązowy medal mistrzostw Danii: 1983 (jako Herlev IK)
- Finał Pucharu Danii: 2003